# ژوزف کاررا
ژوزف کاررا (فرانسوی: Joseph Carrara‎؛ زادهٔ ۹ مارس ۱۹۳۸) دوچرخه‌سوار اهل فرانسه است.